# Jytte Svendsen
Jytte Svendsen (* 27. März 1938 in Kopenhagen) ist eine dänische Schauspielerin.

## Leben
Ihre Eltern waren die Schauspielerin Elga Svendsen und der Friseurmeister Theodor Martin Hanson. Sie wuchs in Kopenhagen auf.
Sie besuchte nach ihrem Schulabschluss die Staatliche Theaterschule in Kopenhagen, wo sie ihre Schauspielausbildung absolvierte. Ihr Bühnendebüt hatte sie im Jahr 1957 am Det Ny-Theater. Später spielte sie auch am Nørrebro-Theater, am Folketeatret und am Königlichen Theater Kopenhagen. Von 1957 bis 1970 wirkte sie in 14 Spielfilmen mit, zumeist in Nebenrollen. Im Jahr 1967 veröffentlichte Svendsen als Sängerin in Dänemark den Song Min Kat – Herr Hund. In den 1990er-Jahren zog sie sich aus dem Rampenlicht zurück.
Jytte Svendsen heiratete im Jahr 1959 den Fotografen Nils Knut Bygholm (1935–1995). Die Ehe blieb kinderlos.

## Filmografie
- 1957: Mädchen für gewisse Stunden
- 1958: Cabaret la Blonde
- 1958: Kvindernes opror
- 1959: Der sjove Ar
- 1959: Pigen i sogelyset
- 1962: Omkring Et flygel
- 1965: Mille, Marie og ig
- 1965: Gogl For godtfolks dore
- 1966: Slap af, Frede!
- 1967: Valsedromme
- 1968: Tartuffe
- 1968: Sünder überall (Min søsters børn på bryllupsrejse)
- 1970: Rend mig i revolutionen
- 1970: Ikke et ord om Harald